# Крајишка Кутиница
Крајишка Кутиница је насељено место у саставу града Кутине, у Мославини, Хрватска.

## Становништво
| Националност       | 1991.       |
| Срби               | 71 (75,53%) |
| Хрвати             | 9 (9,57%)   |
| Југословени        | 4 (4,25%)   |
| остали и непознато | 10 (10,63%) |
| Укупно             | 94          |